# براد غوبل
براد غوبل (بالإنجليزية: Brad Goebel)‏ هو لاعب كرة قدم أمريكية أمريكي، ولد في 13 أكتوبر 1967 في كورو في الولايات المتحدة.

## وصلات خارجية
- براد غوبل على موقع مرجع كرة القدم المحترفة.كوم (الإنجليزية)
- براد غوبل على موقع كلية كرة القدم في سبورتس رفرنس.كوم (الإنجليزية)